# Dreisbachia punctata
Dreisbachia punctata är en stekelart som först beskrevs av Tohru Uchida och Setsuya Momoi 1959.  Dreisbachia punctata ingår i släktet Dreisbachia och familjen brokparasitsteklar. Inga underarter finns listade i Catalogue of Life.